# Defense Distributed
Defense Distributed là một tổ chức nguồn mở trực tuyến thiết kế súng cầm tay ma, hoặc "vũ khí wiki", có thể được tải xuống từ Internet và "được in" bằng máy in 3D. Trong số các mục tiêu của tổ chức là phát triển và tự do xuất bản sơ đồ thiết kế liên quan đến súng có thể được tải xuống và sao chép bởi bất kỳ ai có máy in 3D. Thiết kế mới hơn liên quan đến máy phay hoặc máy khoan cầm tay để gia công phôi kim loại ("giảm giá 80% ") sẽ được điều chỉnh nếu chúng được bán ở dạng chức năng.
Sau khi quyên góp được hơn 20.000 đô la Mỹ thông qua gọi vốn cộng đồng, công ty mua máy in 3D đầu tiên, và hợp tác với các công ty sản xuất tư nhân, tổ chức bắt đầu thử nghiệm bắn trực tiếp các thành phần súng có thể in được vào tháng 12 năm 2012.
Defense Distributed cho đến nay đã tạo ra mộtbộ thu in có độ bền cao cho AR-15, băng đạn AR-15 tiêu chuẩn in đầu tiên, và băng đạn in đầu tiên cho AK-47. Các tệp có thể in 3D này có sẵn để tải xuống tại trang phát hành cũ của tổ chức, DEFCAD, nhưng hiện được lưu trữ phần lớn trên các trang web chia sẻ tệp.
Vào ngày 5 tháng 5 năm 2013, Defense Distributed đã công bố các tệp có thể in 3D (tệp STL) cho súng in 3D hoàn toàn đầu tiên trên thế giới, khẩu súng lục đơn Liberator.380. Vài ngày sau, Bộ Ngoại giao Hoa Kỳ yêu cầu xóa các tập tin khỏi Internet, trích dẫn một hành vi vi phạm các quy định về giao dịch quốc tế về vũ khí.
Vào ngày 6 tháng 5 năm 2015, Defense Distributed tham gia bởi Quỹ Tu chính án thứ hai, đã kiện Bộ Ngoại giao ở Quận Tây Texas, từ chối án lệnh tạm thời của họ. Sau đó nó đã kháng cáo lên Tòa phúc thẩm thứ năm của, khẳng định sự từ chối, và sau đó là Tòa án tối cao, từ chối nghe vụ kiện.

## Lịch sử

### Thành lập
Tên miền defensedistributed.com đã được đăng ký vào ngày 4 tháng 6 năm 2012. Trang web đã được công bố cùng với chiến dịch Indiegogo cùng tên vào tháng 7 năm 2012, nơi tổ chức yêu cầu nhận 20.000 đô la Mỹ. Indiegogo đình chỉ chiến dịch tài trợ đám đông do vi phạm một điều khoản dịch vụ sau ba tuần, hoàn trả số tiền được huy động mà không đưa ra nhận xét công khai. Defense Distributed tiếp tục kháng cáo trên trang web riêng của mình, tuy nhiên, chấp nhận các khoản đóng góp thông qua PayPal và tiền điện tử Bitcoin, và đã đạt được mục tiêu gây quỹ vào tháng 9 năm 2012.
Tổ chức đã được đại diện chủ yếu trong công chúng kể từ tháng 7 năm 2012 bởi Cody Wilson, người được mô tả là người sáng lập và phát ngôn viên.
Defense Distributed liệt kê các thành viên của nó như là một kết hợp của sinh viên, các chuyên gia CNTT, các kỹ sư và các lập trình viên từ Hoa Kỳ và Đức.

### Mục đích
Theo trang web Defense Distributed, tổ chức phi lợi nhuận được tổ chức và hoạt động vì mục đích từ thiện và văn học, đặc biệt là "bảo vệ quyền tự do dân sự của quyền truy cập phổ biến vào vũ khí được bảo đảm bởi Hiến pháp Hoa Kỳ và được Tòa án tối cao xác nhận., và sự hợp tác sản xuất, thông tin và kiến thức liên quan đến việc in 3D vũ khí, và phát hành và phân phối... những thông tin và kiến thức như vậy trong việc thúc đẩy sự quan tâm của công chúng." Liên kết "Tuyên ngôn" của trang web hướng người dùng đến phiên bản trực tuyến của bài luận của John Milton Areopagitica.
Động lực của tổ chức đã được mô tả là "ít hơn về [a] súng... hơn là về dân chủ hóa công nghệ sản xuất," Trong một cuộc phỏng vấn với Slashdot, Cody Wilson đã mô tả dự án Wiki Weapon như một cơ hội để "thử nghiệm với các ý tưởng giác ngộ... để thực hiện tự do theo nghĩa đen.”
Tại Bitcoin 2012 tại Luân Đôn, Wilson giải thích rằng tổ chức này quan tâm đến các hình thức tự do truyền cảm hứng cho tổ chức xã hội và sự đảo ngược về mặt công nghệ.

### DEFCAD
Vào tháng 12 năm 2012, để đáp lại quyết định của Makerbot Industries để loại bỏ các tệp in 3D có liên quan đến súng cầm tay tại kho lưu trữ phổ biến Thingiverse, Defense Distributed đã khởi chạy một trang web đồng hành tại defcad.org để lưu trữ công khai các tệp có thể in 3D đã xóa.
Công đồng công khai và đóng góp cho DEFCAD đã tăng nhanh chóng, vào tháng 3 năm 2013, tại lễ hội SXSW Interactive, Wilson đã công bố một DEFCAD được bổ sung và mở rộng như một thực thể riêng biệt, phục vụ như một công cụ tìm kiếm 3D và trung tâm phát triển, đồng thời duy trì tinh thần tiếp cận đặc hữu của Defense Defributed. Các DEFCAD mới được coi là "The Pirate Bay in 3D" và "anti-Makerbot" thậm chí trước khi ra mắt, cung cấp chỉ mục hơn 100.000 tệp.

### Ghost Gunner
Vào tháng 10 năm 2014, Defense Distributed bắt đầu bán cho công chúng một nhà máy CNC thu nhỏ để hoàn thành máy thu cho súng trường bán tự động AR-15. Để đánh giá máy trong Wired, Andy Greenberg đã sản xuất một loạt các bộ giảm âm và gọi là máy "dễ sử dụng một cách lố bịch."

## Chính phủ

### Lịch sử pháp lý
Defense Distributed là một tổ chức được miễn thuế 501 (c) (3) liên bang, và không phải là nhà sản xuất vũ khí.
Tổ chức hoạt động để xuất bản sở hữu trí tuệ và thông tin được phát triển bởi các nhà sản xuất súng được cấp phép và công chúng.
Cody Wilson có giấy phép súng liên bang loại 7 (FFL).

## Thách thức pháp lý

### Quy chế giao thương quốc tế về vũ khí
Vào ngày 9 tháng 5 năm 2013, Cục Kiểm soát Thương mại Quốc phòng Hoa Kỳ (DDTC) đã chỉ đạoDefense Distributed để xóa các liên kết tải xuống đối với các tệp CAD có thể truy cập công khai. Thư của Bộ Ngoại giao, có thể do khẩu súng lục Liberator nhắc đến, tham chiếu § 127.1 của Quy chế vũ khí quốc tế (ITAR), giải thích các quy định áp đặt yêu cầu phê duyệt trước khi công bố các tập tin được phân phối vào miền công cộng. vào thời điểm phải chịu đựng những tổn thương sửa đổi đầu tiên và thứ hai.
Vào ngày 6 tháng 5 năm 2015, Quốc phòng phân phối đã đệ trình một thách thức Hiến pháp chống lại Bộ Ngoại giao ở Quận Tây Texas, kiện các đại diện chính phủ trong DDTC và cáo buộc chính phủ cố ý vi phạm quyền tự do sửa đổi lần thứ nhất, thứ hai và thứ năm của công ty. Defense Distributed đã phải tham gia vụ kiện bởi Second Amendment Foundation.
Vào tháng 8 năm 2015, Tòa án quận Tây Texas ở Austin đã từ chốián lênh tạm thời của Defense Distributed. Vào tháng 9 năm 2016, Tòa án phúc thẩm Hoa Kỳ cho Mạch thứ năm tương tự phán quyết chống lại Defense Distributed và sau đó bị từ chối yêu cầu điều trần vi phạm. Một bản kiến nghị đã được đệ trình lên Tòa án Tối cao vào tháng 8 năm 2017 bị từ chối vào ngày 8 tháng 1 năm 2018.
Các trang web torrent ngang hàng và các kho lưu trữ khác tiếp tục lưu trữ các tệp CAD phân tán và các tệp vũ khí khác.

### Sự thu hồi máy in của Stratasys
Các kế hoạch của Defense Distributed vào năm 2012, nhà sản xuất Stratasys, Ltd đã đe dọa hành động pháp lý và yêu cầu trả lại máy in 3D mà họ đã thuê cho Wilson. Vào ngày 26 tháng 9, trước khi máy in được lắp ráp để sử dụng, Wilson nhận được một email từ Stratasys gợi ý rằng anh ta có thể sử dụng máy in "vì mục đích bất hợp pháp".
Stratasys ngay lập tức hủy hợp đồng thuê nhà với Wilson và gửi một nhóm để tịch thu máy in vào ngày hôm sau. Wilson sau đó đã được hỏi bởi ATF khi đến thăm một văn phòng trường ATF ở Austin, Texas để hỏi về các quy định pháp lý liên quan đến dự án Wiki Weapons.

### Đạo luật vũ khí không thể phát hiện
Các nỗ lực của Defense Distributed đã thúc đẩy cuộc thảo luận và kiểm tra mới về Đạo luật vũ khí không thể phát hiện. Khẩu súng lục Liberator được trích dẫn trong Nhà Trắng và các cuộc gọi Quốc hội để gia hạn Đạo luật vào năm 2013.

## Tiếp nhận
Defense Distributed đã được xác nhận một cách rõ ràng bởi các chủ sở hữu súng của Mỹ (GOA). Tuy nhiên, Hiệp hội Súng trường Quốc gia (NRA) đã đưa ra - cho đến nay - không có bình luận nào về tổ chức hoặc hoạt động của tổ chức này.
Người ủng hộ phần mềm nguồn mở Eric S. Raymond đã ủng hộ tổ chức và những nỗ lực của nó, gọi Defense Distributed là "bạn bè của tự do" và viết "Tôi chấp nhận bất kỳ sự phát triển nào khiến các chính phủ và tội phạm độc chiếm khó khăn hơn khi sử dụng vũ lực. Khi máy in trở nên rẻ hơn và phổ biến hơn, đây có thể là một bước tiến lớn đúng hướng. "
Aaron Timms của Blouin News đã viết Defense Distributed đã trình diễn “tác phẩm nghệ thuật chính trị vĩ đại nhất của thế kỷ 21.”,
Đối với các hoạt động của mình, Defense Distributed đã bị cáo buộc gây nguy hiểm cho an toàn công cộng và cố gắng làm thất vọng và thay đổi hệ thống chính phủ Hoa Kỳ. Tuy nhiên, các nhà phê bình cũng lưu ý rằng Defense Distributed đã chỉ cung cấp phương tiện sản xuất cho công chúng theo cách không quá khác biệt so với hiệu quả của báo chí về sự lan truyền thông tin và phân cấp quyền lực trong xã hội.